# Linda Cristal
Linda Cristal, született Marta Victoria Moya Peggo Burges (Rosario, 1934. február 23. – Beverly Hills, Kalifornia, 2020. június 27.) kétszeres Golden Globe-díjas argentin-amerikai színésznő.

## Filmjei
Mozifilmek
- El lunar de la familia (1953)
- Genio y figura (1953)
- Con el diablo en el cuerpo (1954)
- El 7 leguas (1955)
- Comanche (1956)
- Enemigos (1956)
- El diablo desaparece (1957)
- The Last of the Fast Guns (1958)
- The Fiend Who Walked the West (1958)
- The Perfect Furlough (1958)
- Siete pecados (1959)
- Cry Tough (1959)
- Le legioni di Cleopatra (1959)
- Alamo (1960)
- La donna dei faraoni (1960)
- Együtt vágtattak (Two Rode Together) (1961)
- Le verdi bandiere di Allah (1963)
- Panic in the City (1968)
- Mr. Majestyk (1974)
- Love and the Midnight Auto Supply (1977)

Tv-filmek
- The Dead Don't Die (1975)
- Condominium (1980)

Tv-sorozatok
- Rawhide (1958, egy epizódban)
- The Tab Hunter Show (1961, egy epizódban)
- Alcoa Premiere (1963, egy epizódban)
- Voyage to the Bottom of the Sea (1964, egy epizódban)
- T.H.E. Cat (1966, egy epizódban)
- Iron Horse (1967 egy epizódban)
- The High Chaparral (1967–1971, 96 epizódban)
- Cade's County (1971, egy epizódban)
- Bonanza (1971, egy epizódban)
- Search (1972, egy epizódban)
- Police Story (1974, egy epizódban)
- El chofer (1974, 187 epizódban)
- Barnaby Jones (1979, egy epizódban)
- Szerelemhajó (The Love Boat) (1981, egy epizódban)
- Fantasy Island (1981, egy epizódban)
- Rossé (1985, 39 epizódban)
- General Hospital (1988, 12 epizódban)